# Alosa alabamae
Alosa alabamae es una especie de pez de la familia Clupeidae en el orden de los Clupeiformes.

## Morfología
- Los machos pueden alcanzar 51 cm de longitud total.[2][3]

## Reproducción
Sube los rios y arroyos para desovar en la primavera o principios de verano. Los ejemplares jóvenes bajan en el otoño.

## Distribución geográfica
Se encuentra en el  Atlántico occidental central: Golfo de México (desde el delta del Misisipi hasta Florida). También está presente en los ríos que hay entre Iowa y Arkansas, y en Virginia Occidental

## Longevidad
Puede vivir hasta los 4 años.

## Costumbres
Forma bancos.

## Valía comercial
Se comercializa principalmente fresco.